# El hombre que baila
 El hombre que baila es una película documental de Argentina dirigida por Pablo Pintor y Sergio Aisenstein sobre el guion de Aisenstein que se estrenó en abril de 2011 y que tuvo como protagonistas a Héctor Mayoral, Elsa María, Benicio Pérez, Héctor Sepúlveda y Néstor Lombardo.
El filme fue candidato al premio al espíritu libre en el Festival Internacional de Cine de Varsovia.

## Sinopsis
La vida del gran bailarín de tango Héctor Mayoral narrada con cortes, quebradas y firuletes. La película sigue a Mayoral hacia el pasado (el propio, el de sus amigos, el del pueblo argentino), y viaja por una Buenos Aires no obviamente tanguera llevada por Gardel. Canciones de Manal cortan con el tango y a la vez lo continúan. Anécdota tras anécdota, Mayoral mira, analiza e interpreta la esencia tanguera para finalizar mostrándose bailando en el pasado mientras lo comenta desde el presente.

## Reparto
- Héctor Mayoral
- Elsa María
- Benicio Pérez
- Héctor Sepúlveda
- Néstor Lombardo